# Geyikçeli, Fatsa
Geyikçeli là một xã thuộc huyện Fatsa, tỉnh Ordu, Thổ Nhĩ Kỳ. Dân số thời điểm năm 2010 là 1.838 người.